# Київський навчальний округ
Київський навчальний округ (рос. Киевский учебный округ) — навчально-адміністративна одиниця в Російській імперії, створена 1832 року, один з 19 навчальних округів. Об'єднував навчальні заклади Київської, Волинської, Подільської, Чернігівської і Полтавської губерній. Існував до грудня 1917 року, допоки Українська Центральна Рада не припинила діяльність навчальних округів на території УНР

## Історія створення
14 грудня 1832 року вийшов Указ імператора Миколи I про утворення з училищ Київської, Волинської, Подільської і Чернігівської губерній нового навчального округу — Київського. Першим попечителем округу став Єгор Фон Брадке.

## Структура округу
1839 року до округу додано Полтавську губернію, а 1912 — Холмську.
У грудні 1917 року за рішенням Центральної Ради систему навчальних округів було ліквідовано.

## Діяльність
В 1840-х роках чиновники округу виконували роль цензури всіх підручників. Попечитель приймав річні звіти всіх навчальних закладів округу, втім їх достовірність ставиться під сумнів сучасними дослідниками. У 1880-х у звітах округу повідомлялось про викладання в навчальних закладах особами, які не мали відповідної освіти та навичок.

## Попечителі
За положенням 1835 року округ очолював спеціальний чиновник — попечитель округу, який здійснював нагляд за університетами, гімназіями та іншими навчальними закладами та організовував навчально-методичне супроводження. Він визначав, коли й де створювати нові навчальні заклади.
- Єгор Фон Брадке 1832—1838
- Сергій Давидов[ru] 1838—1845
- Олександр Траскін 1847
- в. о.Бібиков Дмитро Гаврилович 1848—1852
- в. о. Васильчиков Іларіон Іларіонович 1852—1856
- Микола Редбиндер 1856—1858
- Пирогов Микола Іванович 1858—1861
- Олександр Ніколаї[ru] 1861
- Вітте Федір Федорович 1862—1864
- Олександр Ширинський-Шихматов[ru] 1864—1867
- Антонович Платон Олександрович 1868—1880
- Сергій Голубцов 1880—1882, 1885—1888
- Іван Новіков 1882—1885
- Володимир Вельямінов-Зернов 1888—1902
- Володимир Бєляєв 1902—1905
- Петро Зілов 1905—1912
- Олексій Деревицький 1912—1915
- Іван Базанов 1915—1917
- Микола Василенко березень-серпень 1917 (Тимчасовий уряд)
- в. о. Володимир Науменко серпень-грудень 1917